# Henryk Flandryjski
Henryk Flandryjski (ur. ok. 1174, zm. 11 czerwca 1216 w Salonikach) – cesarz łaciński w latach 1205 – 1216. Brat cesarza Baldwina I.

## Życiorys

Herb Cesarstwa Łacińskiego

Po śmierci brata przejął regencję w państwie. Koronowany na cesarza 20 sierpnia 1206 roku, sprawował rządy w Konstantynopolu z wielką rozwagą. W odróżnieniu od brata prowadził pojednawczą politykę wobec greckojęzycznych poddanych.
Na zachodzie unormował stosunki z Bonifacym z Montferratu królem Tesaloniki poślubiając jego córkę Agnieszkę. Zawarł sojusz z władającymi w Cesarstwie Trapezuntu Komnenami i wspólnie z nimi podjął wyprawę przeciw władającemu w Cesarstwie Nicejskim Teodorowi Laskarysowi, który w 1206 roku przyjął tytuł cesarza. Musiał ją jednak przerwać ze względu na wydarzenia na zachodzie i w 1207 roku zawarł dwuletni rozejm z Teodorem Laskarysem.
Jesienią 1207 roku powracającego z Konstantynopola z rozmów z Henrykiem Bonifacy z Montferratu zginął zaatakowany przez podjazd bułgarski. Bułgarzy oblegli Tesalonikę. Wprawdzie podczas oblężenia car bułgarski Kałojan zginął zamordowany przez spiskowców, a Bułgarzy wycofali się spod Tesaloniki, w krótkim czasie jednak wrzenie ogarnęło Królestwo Tesaloniki. Przeciwko prowadzącej procesarską politykę wdowie i regentce (sprawującej władzę w imieniu małoletniego Demetriusza), Marii Węgierskiej i jej stronnikom wystąpili Lombardczycy skupieni wokół Herberta z Briandette stawiający na oparcie polityki państwa na związkach z północnymi Włochami, głównie z Montferratem. W grudniu 1208 roku Henryk wyruszył z Konstantynopola. Prowadząc w drodze pertraktacje dotarł do Tesaloniki, po czym nieoczekiwanie ją zajął i w styczniu 1209 roku koronował młodziutkiego Demetriusza na króla Tesaloniki. Próby mediacji – zwołanie zjazdu baronów w Ravennice w maju 1209 roku nie przyniosły rezultatu, bowiem Lombardczycy zbojkotowali zjazd usuwając się do leżących na terytorium Księstwa Aten Teb. Henryk obległ Teby i zmusił zgromadzonych tam baronów do ugody. Podporządkował sobie Królestwo Tesaloniki, jednak za cenę opuszczenia go przez niezadowolonych rycerzy i baronów, co znacznie osłabiło je w przyszłości. Przyjął też hołd lenny Michała I Angelosa władcy Epiru. Już jednak w 1210 roku musiał przywołać do porządku swego nowego lennika, który najechał Tesalię.
Po uregulowaniu spraw na zachodzie Henryk podjął w 1211 roku działania przeciw Teodorowi Laskarysowi. Sytuacja na wschodzie państwa zmieniła się jednak tymczasem na niekorzyść Cesarstwa. Dotychczasowy naturalny sojusznik – Cesarstwo Trapezuntu, utracił terytoria graniczące z Cesarstwem Nicejskim Teodora na rzecz Sułtanatu Ikonium i nie mógł wesprzeć działań Henryka. 15 października 1211 Henryk rozbił siły nicejskie nad Rhyndakos i dotarł aż do Pergamonu i Nymfaion. Bitwa nie rozstrzygnęła jednak sytuacji na wschodzie. Walki podjazdowe trwały jeszcze trzy lata. Ostatecznie wyczerpane działaniami wojennymi strony zawarły traktat pokojowy w Nymfaion; zgodnie z jego postanowieniami łacinnicy zatrzymywali północno-wschodnią część Azji Mniejszej aż po Adramytion.
W trakcie działań wojennych na wschodzie ziemie Królestwa Tesaloniki po raz kolejny najechali Bułgarzy. Połączone siły łacińskie i epirockie dowodzone przez Eustachego, brata Henryka, zadały im klęskę w bitwie stoczonej w Pelagonii w 1212 roku, zapewniając tym samym 6 lat spokoju ze strony Bułgarii. Jeszcze w 1212 roku Michał I Angelos ponownie najechał Tesalię i zajął obszary wokół niej. Henryk nie przeciwstawił się temu, w uznaniu jego pomocy przeciw Bułgarom.